# The Bold and the Beautiful
The Bold and the Beautiful (frenquentemente abreviado como B&B) é uma soap opera norte-americana criada por William J. Bell e Lee Phillip Bell para a CBS. Atualmente é a única soap opera norte-americana com um tempo de duração de meia hora, e a única a transmitir simultaneamente em espanhol (através da tecla SAP) para seus telespectadores hispanófonos.
Ambientada em Los Angeles, Califórnia, sua trama gira em torno da família Forrester e sua empresa de moda, Forrester Creations. O programa conta com um elenco de atores encabeçado pelos veteranos Susan Flannery, como Stephanie Forrester, John McCook como Eric Forrester, Katherine Kelly Lang como Brooke Logan e Ronn Moss como Ridge Forrester. B&B também é um programa co-irmão da outra soap opera de Bells, The Young and the Restless, e diversos personagens das duas já apareceram na outra desde o início da década de 1990. Desde sua estreia, em 23 de março de 1987, o programa tornou-se a soap opera mais assistida no mundo, com uma audiência estimada de 26,2 milhões de espectadores. Em 2009 continuava a ocupar a segunda posição na tabela semanal do Nielsen Ratings para séries de drama transmitidas durante o dia. B&B também conquistou mais de 30 Prêmios Emmy, incluindo um de melhor série dramática, em 2009.

## Transmissão

### Países lusófonos
Foi exibida no Brasil pela Rede Manchete, com o título de Paixão e Ódio entre 9 de dezembro de 1991 a 30 de abril de 1992. No país, a Rede Bandeirantes também transmitiu a soap opera, sob o título de Belas e Intrépidas entre 7 de junho a 22 de outubro de 1999. Em Portugal, a RTP1 transmitiu o programa sob o título de Malha de Intrigas em 1994/95, tendo voltado à RTP1 com exibições em 1996, 1997, 1998 e a última em 1999. Em Angola e Moçambique, o canal televisão por assinatura Eva, transmite a soap opera deste 1 de maio de 2020, sob o título de Belas e Corajosas.